# Caroline Ingalls
Caroline Ingalls, född Caroline Lake Quiner den 12 december 1839 i Brookfield i Wisconsin, död 20 april 1924 i De Smet i South Dakota, var förebild till en av personerna i Lilla huset på prärien-böckerna. Hon var mor till Laura Ingalls Wilder och mormor till Rose Wilder Lane, båda framstående amerikanska författare.

## Biografi
Caroline Quiner föddes i staden Brookfield, cirka två och en halv mil väster om Milwaukee i Wisconsin, som det femte av sju barn till Henry Quiner (1807-1844) och Charlotte (Tucker) Quiner (1809-1884). Föräldrarna hade gift sig i New Haven den 2 april 1831.
Carolines bröder hette Joseph (1834-1862), Henry (1835-1886) och Thomas (1844-1903), och hennes systrar Martha Jane (1837-1927) och Eliza (1842-1931). Familjen Quiners första barn, Martha Morse Quiner (1832-1836), dog redan som liten. När Caroline var fem år omkom hennes far i en olycka, enligt uppgift på Lake Michigan. År 1849 gifte hennes mor om sig med Frederick Holbrook (1819-1874), en bonde som bodde i närheten. De fick ett barn tillsammans, Charlotte "Lottie" Holbrook (1854-1939). Caroline verkar ha haft en god relation med sin styvfar, och kom senare att hedra hans minne genom att namnge sin son efter honom.
Vid drygt 16 års ålder, 1856 började Caroline Quiner arbeta som lärare. Den 1 februari 1860 gifte hon sig med Charles Ingalls (1836–1902). De fick tillsammans fem barn: Mary (1865–1928), Laura (1867–1957), Carrie (1870–1946), Frederick "Freddie" (1875-1876) och Grace (1877-1941). 
Familjen Ingalls reste med tältvagn från Wisconsin, till Kansas indianska territorium, till Burr Oak i Iowa och sedan till Minnesota. År 1879 bosatte de sig på en gård i närheten av De Smet. När Charles och Caroline Ingalls beslutat sig för att sälja sin gård, på grund av dåliga odlingsförhållanden i kombination med Charles Ingalls stigande ålder och därmed svårigheter att ta hand om sina omfattande markegendomar, byggde han ett hem till familjen på Third Street i staden De Smet, i Dakotaterritoriet. Där bodde sedan makarna Ingalls de resterande åren av sina liv. 
Caroline Ingalls avled år 1924 och är begravd tillsammans med sin make och flera av sina barn på De Smet Cemetery.
Caroline Ingalls porträtteras i Lilla huset på prärien-böckerna och i filmatiseringarna av böckerna. I TV-serien Lilla huset på prärien och dess uppföljande TV-filmer gestaltades hon av Karen Grassle, i filmerna Beyond the Prairie: The True Story of Laura I och II från 2000 och 2002 spelades hon av Lindsay Crouse och i miniserien Little House on the Prairie från 2005 av Erin Cottrell.